# Anna Maria Komorowska
Anna Maria d'Udekem d'Acoz (nascida Anna Maria Komorowska; 24 de setembro de 1946) é uma condessa polonesa e mãe da rainha Matilde da Bélgica.

## Biografia
Anna Maria Komorowska nasceu em Białogard, Polônia, a terceira filha do Conde Leon Michał Komorowski (14 de agosto de 1907-1992) e sua esposa Princesa Sofia Sapieha (10 de outubro de 1919-14 de agosto de 1997).
Ela tem cinco irmãos:
- Gabriella Maria Komorowska (20 de dezembro de 1943)
- Roza Maria Komorowska (5 de julho de 1945)
- Michał Leon Komorowski (4 de janeiro de 1953)
- Krystyna Maria Komorowska (14 de fevereiro de 1955)
- Maria Teresa Komorowska (10 de janeiro de 1958)

## Casamento e filhos
Ela se casou com Patrick d'Udekem d'Acoz civilmente em 1 de setembro de 1971 em Forville e religiosamente em 11 de setembro de 1971 em Hannut. Eles tiveram cinco filhos:
- Matilde da Bélgica (20 de janeiro de 1973) - casou com Filipe da Bélgica em 4 de dezembro de 1999. Eles têm quatro filhos:
  - Isabel, Duquesa de Brabante n. 2001)
  - Gabriel da Bélgica (n. 2003)
  - Emanuel da Bélgica (n. 2005)
  - Leonor da Bélgica (n. 2008)
- Marie-Alix Suzanne Ghislaine d'Udekem d'Acoz (5 de setembro de 1974-14 de agosto de 1997) morreu em um acidente de carro junto com sua avó Sophia Komorowska.
- Elisabeth Maria Hedwige Ghislaine d'Udekem d'Acoz (7 de janeiro de 1977) - casou com o marquês Alfonso Pallavicini em 22 de julho de 2006. Eles têm 2 filhos:
  - Olympia Edoarda Matilde Pallavicini (n. 2008)
  - Adalberto Domenico Carlo Patrizio Maria Pallavicini (n. 2009)
- Hélène Marie Michele Ghislaine d'Udekem d'Acoz (22 de setembro de 1979) - casou com o barão Nicolas Janssen em 11 de junho de 2011. Eles têm três filhos:
  - Cordélia Janssen (b. 2012)
  - Alistair Janssen (b. 2013)
  - Sophie Janssen (b. 2016)
- Charles-Henri Marie Ghislain d'Udekem d'Acoz (14 de maio de 1985)